# Olympische Sommerspiele 2000/Teilnehmer (Äthiopien)
| Gelbes Symbol für Goldmedaillen mit stilisierten Olympischen Ringen | Graues Symbol für Silbermedaillen mit stilisierten Olympischen Ringen | Braundes Symbol für Bronzemedaillen mit stilisierten Olympischen Ringen |
| ------------------------------------------------------------------- | --------------------------------------------------------------------- | ----------------------------------------------------------------------- |
| 4                                                                   | 1                                                                     | 3                                                                       |

Äthiopien nahm an den Olympischen Sommerspielen 2000 in Sydney mit einer Delegation von 26 Athleten (15 Männer und elf Frauen) an elf Wettkämpfen im Boxen und der Leichtathletik teil. Fahnenträgerin bei der Eröffnungsfeier war die Langstreckenläuferin Derartu Tulu.

## Medaillengewinner
Alle Medaillen wurden in der Leichtathletik gewonnen.

### Gold
| Name               | Wettkampf            |
| ------------------ | -------------------- |
| Million Wolde      | Männer, 5000 Meter   |
| Haile Gebrselassie | Männer, 10.000 Meter |
| Gezahegne Abera    | Männer, Marathon     |
| Derartu Tulu       | Frauen, 10.000 Meter |

### Silber
| Name      | Wettkampf            |
| --------- | -------------------- |
| Gete Wami | Frauen, 10.000 Meter |

### Bronze
| Name           | Wettkampf            |
| -------------- | -------------------- |
| Assefa Mezgebu | Männer, 10.000 Meter |
| Tesfaye Tola   | Männer, Marathon     |
| Gete Wami      | Frauen, 5000 Meter   |

## Teilnehmer nach Sportarten

### Boxen
Männer
- Yohanes Shiferaw Yohanes
Federgewicht: 1. Runde

- Adisu Tebebu
Leichtgewicht: 1. Runde

### Leichtathletik
| Männer - Gezahegne Abera Marathon: Gold - Simretu Alemayehu Marathon: 22. Platz - Berhanu Alemu 1500 Meter: Halbfinale - Dagne Alemu 5000 Meter: 6. Platz - Fita Bayissa 5000 Meter: 4. Platz - Girma Maru Daba 3000 Meter Hindernis: Vorläufe - Haile Gebrselassie 10.000 Meter: Gold - Hailu Mekonnen 1500 Meter: Halbfinale - Assefa Mezgebu 10.000 Meter: Bronze - Tesfaye Tola Marathon: Bronze - Girma Tolla 10.000 Meter: 11. Platz - Million Wolde 5000 Meter: Gold - Daniel Zegeye 1500 Meter: 6. Platz | Frauen - Berhane Adere 10.000 Meter: 12. Platz - Elfenesh Alemu Marathon: 6. Platz - Kutre Dulecha 1500 Meter: 4. Platz - Gadissie Edato Marathon: 36. Platz - Werknesh Kidane 5000 Meter: 7. Platz - Abebech Negussie 1500 Meter: Vorläufe - Fatuma Roba Marathon: 9. Platz - Hareg Sidelil 1500 Meter: Vorläufe - Derartu Tulu 10.000 Meter: Gold - Gete Wami 5000 Meter: Bronze 10.000 Meter: Silber - Ayelech Worku 5000 Meter: 4. Platz |